# Верхнеталовка
Верхнеталовка — хутор в Миллеровском районе Ростовской области. Административный центр Верхнеталовского сельского поселения.

## География

### Улицы
| - ул. Астаховская, - ул. Вишневая, - ул. Дружбы, - ул. Заречная, - ул. Карьерная, | - ул. Мира, - ул. Новостроек, - ул. Подгорная, - ул. Почтовая, - ул. Ростовская, | - ул. Садовая, - ул. Стадионная, - ул. Тополиная, - ул. Центральная, - ул. Школьная. |

## История
В Области Войска Донского хутор относился к станице Митякинской. На хуторе имелась Вознесенская церковь, которая была перенесена сюда в 1870 году из посёлка Васильевского (Поповско-Васильевского) Тарасовского благочиния.

## Население
| 2010 |
| ---- |
| 492  |